# Municipio de Jefferson (condado de Allen)
El municipio de Jefferson (en inglés: Jefferson Township) es un municipio ubicado en el condado de Allen en el estado estadounidense de Indiana. En el año 2010 tenía una población de 2109 habitantes y una densidad poblacional de 22,3 personas por km².

## Geografía
El municipio de Jefferson se encuentra ubicado en las coordenadas 41°2′54″N 84°56′45″O / 41.04833, -84.94583. Según la Oficina del Censo de los Estados Unidos, el municipio tiene una superficie total de 94.59 km², de la cual 94,56 km² corresponden a tierra firme y (0,03 %) 0,03 km² es agua.

## Demografía
Según el censo de 2010, había 2109 personas residiendo en el municipio de Jefferson. La densidad de población era de 22,3 hab./km². De los 2109 habitantes, el municipio de Jefferson estaba compuesto por el 98,06 % blancos, el 0,14 % eran afroamericanos, el 0,09 % eran amerindios, el 0,19 % eran asiáticos, el 0,66 % eran de otras razas y el 0,85 % eran de una mezcla de razas. Del total de la población el 1,75 % eran hispanos o latinos de cualquier raza.